# Dalhem, Gotlands kommun
Dalhem är en ort och kyrkby i Dalhems socken i Gotlands kommun, belägen drygt två mil öster om centralorten Visby och fyra kilometer norr om Roma. SCB har för bebyggelsen i orten och dessa grannbyar söderut Hallvide och Gandarve avgränsat en småort namnsatt till Dalhem och Hallvide.
Här finns Dalhems kyrka, en skola årskurs 1-6 samt kommunalt daghem och ideell fritidsgård för barn och ungdomar från 5 år.
Näringslivet består av lantbruk, turism, ridskola, snickeri, fiskförädling, verkstadsrörelse med mera.
Orten har sitt ursprung i det stationssamhälle som uppstod i byn Hesselby, omkring 700 meter söder om kyrkan i samband med att Slite–Roma Järnväg invigdes 1902. Efterhand har den inkluderat flera andra byar. Observeras bör dock att någon by med namnet Dalhem aldrig existerat. Järnvägen lades ned på 1950-talet. Gotlands Hesselby Jernväg har dock sin ena ändhållplats här.